# Ceresium andamanicum
Ceresium andamanicum är en skalbaggsart som beskrevs av Charles Joseph Gahan 1906. Ceresium andamanicum ingår i släktet Ceresium och familjen långhorningar. Inga underarter finns listade i Catalogue of Life.